# Weltkommission für Staudämme
Die Welttalsperrenkommission (World Commission on Dams, WCD) war eine unabhängige internationale Kommission, die den Nutzen und Schaden von großen Talsperren und sämtliche damit verbundenen Angelegenheiten untersuchen sollte. 
Sie wurde 1998 von der Weltbank und der IUCN (World Conservation Union) eingerichtet, um der wachsenden Opposition gegen große Talsperren zu begegnen und hatte 12 Mitglieder aus den unterschiedlichsten Institutionen. Leiter war Professor Kader Asmal, Generalsekretär Achim Steiner, die weiteren Mitglieder Lakshmi Chand Jain, Judy Henderson, Göran Lindahl, Thayer Scudder, Joji Cariño, Donald Blackmore, Medha Patkar, José Goldemberg, Deborah Moore und Jan Veltrop.
Ihr Auftrag war:
- den Nutzen von großen Talsperren zu betrachten und Alternativen für die Wasser- und Energieversorgung aufzuzeigen, und
- international akzeptierte Kriterien zu entwickeln als Richtlinien für die Planung, den Entwurf, die Bewertung, die Konstruktion, den Betrieb, die Überwachung und die Außerbetriebnahme von Talsperren.

Die Kommission beendete ihre Arbeit mit einem Bericht, der am 16. November 2000 herausgegeben wurde und löste sich 2001 auf.
Die WCD fand heraus, dass Talsperren zwar einen wichtigen Anteil zur menschlichen Entwicklung beigetragen haben und großen Nutzen haben, dass diese Vorteile aber oft auch erhebliche Kosten und Nachteile verursacht hatten, gerade auch in sozialer Hinsicht und für die Umwelt. Viele Projekte hatten nicht so viel Nutzen für die Wasserversorgung und Energiegewinnung gebracht wie man sich davon versprochen hatte. 
Deswegen stieß der Bericht bei den Talsperrenbefürwortern nicht nur auf Zustimmung und löste umfangreiche Diskussionen und nachfolgende Initiativen aus.